# Girl Meets World
Girl Meets World è una serie televisiva statunitense. Debuttata il 27 giugno 2014 su Disney Channel negli Stati Uniti, mentre in Italia il 9 novembre dello stesso anno.
La serie è il sequel di Crescere, che fatica!, serie andata in onda sul canale statunitense ABC dal 1993 al 2000, e in Italia su Rai 1 e Rai 2 dal 1996 al 2005, e su Disney Channel Italia dal 2000 al 2001.
La serie, ambientata 14 anni dopo la serie madre, parla delle avventure di Riley Matthews (Rowan Blanchard), la figlia di Cory e Topanga Matthews, che ora sono cresciuti, e della sua migliore amica, di nome Maya Hart (Sabrina Carpenter). La storia è ambientata a New York, dopo che Cory e Topanga, nella serie madre, si sono trasferiti da Filadelfia nella Grande Mela.
Il 5 gennaio 2017 Disney Channel ha annunciato che la terza sarebbe stata anche l'ultima stagione prodotta.

## Trama
La storia è incentrata sulla vita di Riley Matthews, una ragazzina di 14 anni, e di Maya Hart, un'amica di Riley. Riley è una ragazza molto curiosa, un po' ingenua ma sempre pronta ad aiutare i suoi amici. Infatti affronterà il mondo al fianco della sua migliore amica, Maya Hart, e il suo fedele amico, Farkle Minkus. La sua vita sarà stravolta da nuovi incontri, come Lucas, il quale diventerà presto grande amico del trio. Cory, padre di Riley ma anche suo professore di storia, sarà sempre pronto ad aiutarla e a darle lezioni su come affrontare le difficoltà.

## Personaggi

### Principali
- Riley Matthews, interpretata da Rowan Blanchard, doppiata da Sara Labidi.
 Una ragazza molto insicura e per questo segue i consigli della sua migliore amica Maya. È innamorata di Lucas e piace moltissimo a Farkle. Ha sempre paura di sbagliare ma, grazie al suo coraggio, riesce sempre a risolvere i problemi. È molto dolce e gentile, infatti quando Smackle, la nemica di Farkle, le chiede aiuto, lei accetta. Nella seconda stagione lascia Lucas ma i due decidono di rimanere buoni amici. Alla fine Lucas sceglie Riley e si rimettono insieme.
- Maya Hart, interpretata da Sabrina Carpenter, doppiata da Veronica Benassi.
 È la migliore amica di Riley ed è molto più matura di lei. In molti episodi si viene a sapere che ha dei gravi problemi familiari con sua madre, perché non sopporta che lei sia una cameriera, e con suo padre, che le ha dimenticate e si è creato una nuova famiglia. Ha un grande talento per il disegno, e pur essendo molto intelligente non è fiera di se stessa. Nella seconda stagione si scopre che il suo secondo nome è Penelope. Ha una cotta per Josh, il fratello di Cory, ma quando scopre che non sono compatibili per la differenza di età lo lascia perdere, e nella seconda stagione si innamora di Lucas, dopo che lui e Riley decidono di restare solo amici. Nella terza stagione rimarrà amica di Lucas e giocherà il gioco lungo con Josh
- Lucas Friar, interpretato da Peyton Meyer, doppiato da Luca Baldini.
 È un ragazzo sveglio e intelligente, nonché il più popolare, anche se a lui non interessa la popolarità. Nella seconda stagione verranno approfondite le sue origini.
- Farkle Minkus, interpretato da Corey Fogelmanis, doppiato da Riccardo Suarez.
 Il ragazzo più intelligente della classe, molto autonomo ed ama esprimersi in classe. Ha una cotta enorme per Maya e per Riley. Lucas è il suo migliore amico. Dall'episodio Riley e la mamma di Maya, si è scoperto che il suo cognome è Minkus. Suo padre è intelligente e anche un po' pazzo come lui.
- Cory Matthews, interpretato da Ben Savage, doppiato da Paolo Vivio.
 Padre di Riley e Auggie nonché professore di storia di Riley. Aiuta sempre Maya ad affrontare i suoi problemi psicologici ed è famoso al liceo per i suoi spettacolari sistemi di apprendimento. È il marito di Topanga e ne è molto fiero perché è riuscito a conquistare il suo cuore quando era piccolo al posto di Stuart, il suo peggior nemico d'infanzia. È molto protettivo, generoso e gentile.
- Topanga Matthews, interpretata da Danielle Fishel, doppiata da Ilaria Latini.
 Avvocatessa e madre di Auggie e Riley. È la migliore consigliere di problemi adolescenziali e per questo Riley le racconta sempre i suoi problemi. È molto simpatica, brillante e comprensiva. Non accetta il fatto che Auggie stia crescendo e neanche che lui abbia una fidanzatina che si chiama Ava. Dato che Riley è un'adolescente ora e non ha più bisogno dell'affetto dei suoi genitori, Topanga scarica il suo enorme affetto su Auggie. Ama molto Cory.
- August "Auggie" Matthews, interpretato da August Maturo, doppiato da Teo Achille Caprio.
 È il fratello minore di Riley e un bambino di 5 anni con tanti grandi talenti. È un piccolo fan di un film di animazione e in un episodio cerca di diventare un vero uomo per conquistare Ava, la sua amica di materna, ma poi scopre che è meglio che viva la sua infanzia fino alla fine.

### Ricorrenti
- Shawn Hunter, interpretato da Rider Strong, doppiato da Marco Vivio.
 Il miglior amico di Cory fin dall'infanzia. Dal finale della serie madre, Shawn ha viaggiato come scrittore e fotografo. Uscirà con la madre di Maya, lui considera Maya come una figlia ed è molto protettivo nei confronti della ragazza.
- George Feeny, interpretato da William Daniels, doppiato da Pietro Biondi.
Il mentore di Cory nella serie madre, ora ha 80 anni.
- Harvey "Harley" Keiner, interpretato da Danny McNult.
 Era il bullo della scuola di quando Cory era ragazzo. Adesso lavora come bidello nella scuola di Riley, dopo che è stato lo stesso Cory a dargli questo lavoro.
- Stuart Minkus, interpretato da Lee Norris, doppiato da Davide Lepore.
 L'ex compagno di classe di Cory. Adesso è il padre di Farkle Minkus. Era innamorato di Topanga, ma si è sposato con Jennifer Bassett.
- Alan Matthews, interpretato da William Russ, doppiato da Massimo Rossi.
 Il padre di Cory e suocero di Topanga. È il nonno di Riley e Auggie.
- Amy Matthews, interpretata da Betsy Randle, doppiata da Ludovica Marineo.
 La madre di Cory e suocera di Topanga. È la nonna di Riley e Auggie.
- Joshua "Josh" Matthews, interpretato da Uriah Shelton, doppiato da Manuel Meli.
 Il fratello minore di Cory e zio di Riley e Auggie. Frequenta il college a New York. Maya è innamorata di lui. Nella terza stagione deciderà di giocare il gioco lungo con Maya.

## Episodi
| Stagione         | Episodi | Prima TV USA | Prima TV Italia |
| ---------------- | ------- | ------------ | --------------- |
| Prima stagione   | 21      | 2014-2015    | 2014-2015       |
| Seconda stagione | 30      | 2015-2016    | 2015-2018       |
| Terza stagione   | 21      | 2016-2017    | 2018            |

## Episodi speciali

### Riley e lo shopping
Riley e lo shopping (titolo originale Girl Meets Demolition, distribuito negli Stati Uniti con il titolo Girl Meets What the What), è un episodio speciale della serie, non considerato parte della prima o seconda stagione (anche se in Italia è andato in onda con la dicitura "2ª stagione") e vede tra le guest star Debby Ryan. L'episodio è andato in onda il 17 aprile 2015 negli Stati Uniti come parte del What the What Weekend, mentre in Italia il 13 dicembre dello stesso anno.

### Riley e il Texas
È il secondo episodio speciale, formato però da tre episodi e fa parte della seconda stagione. Gli episodi sono stati trasmessi dal 16 al 18 ottobre 2015 negli Stati Uniti, mentre in Italia il 3 dicembre 2016.

### Riley e il Mondo
È il terzo episodio speciale e fa parte della terza stagione. L'episodio è il primo speciale di 1 ora della serie e, a differenza delle altre serie di Disney Channel, esso è anche il primo episodio in cui il cast interagisce con il pubblico in studio.
È stato trasmesso il 6 gennaio 2017 negli Stati Uniti e il 9 agosto 2018 in Italia.

## Crossover

### Monstober Spooktacular Weekend
Per la programmazione americana del mese di ottobre 2015, Disney Channel offre una serie di nuovi episodi basati sul periodo di Halloween, e considerati come dei mini-crossover.
Girl Meets World vanta di due crossover:
- Riley e il mondo... del terrore 2 (episodio di Girl Meets World), andato in onda negli Stati Uniti il 2 ottobre, mentre in Italia il 30 ottobre 2016. L'episodio ha come ospiti speciali Ross Lynch e Laura Marano da Austin & Ally.
- La fuga spettrale di Cyd e Shelby (episodio di Best Friends Whenever), andato in onda negli Stati Uniti il 4 ottobre, mentre in Italia il 30 ottobre 2016. L'episodio ha come ospiti speciali Rowan Blanchard e Peyton Meyer da Girl Meets World.

Nota: I 7 episodi della programmazione sono tutti collegati tra di loro.

## Sigla
La sigla, Take on the World, è cantata da Sabrina Carpenter e Rowan Blanchard.

## Doppiaggio
Nel doppiaggio italiano della serie ci sono stati alcuni cambiamenti nella distribuzione dei doppiatori. 
Mentre sono stati confermati Paolo Vivio, Ilaria Latini, Massimo Rossi, Ludovica Marineo, Francesco Caruso Cardelli, Pietro Biondi e Federica De Bortoli nei rispettivi ruoli di Cory, Topanga, Alan, Amy, mr. Turner, Feeny e Angela, altri sono stati cambiati. Shawn, anziché da George Castiglia, viene doppiato da Marco Vivio (che nella serie originale doppiava Eric, il fratello di Cory), Eric viene doppiato da Stefano Crescentini, Minkus da Davide Lepore (invece che da Davide Perino), Jack da Massimiliano Alto (al posto di Alessandro Tiberi). Anche nell'ultimo episodio della serie, dove compaiono entrambe le interpreti del personaggio di Morgan, nessuna delle due è stata doppiata da Greta Bonetti e da Letizia Ciampa.

## Premi
| Anno | Premio              | Categoria                                                                             | Attore/show                                                     | Risultato   |
| ---- | ------------------- | ------------------------------------------------------------------------------------- | --------------------------------------------------------------- | ----------- |
| 2014 | Teen Choice Awards  | Choice Summer TV Show                                                                 | Girl Meets World                                                | Candidato/a |
| 2015 | Young Artist Awards | Miglior performance in una serie televisiva - Giovane attore guest star di anni 15-21 | Zachary Mitchell                                                | Candidato/a |
| 2015 | Young Artist Awards | Eccezionale gruppo di giovani attori in una serie TV                                  | Rowan Blanchard, Sabrina Carpenter, August Maturo, Peyton Meyer | Candidato/a |